# Acronicta manitoba
Acronicta manitoba är en fjärilsart som beskrevs av Smith 1897. Acronicta manitoba ingår i släktet Acronicta och familjen nattflyn. Inga underarter finns listade i Catalogue of Life.